# Lappmarkens tredje kontrakt
Lappmarkens tredje kontrakt var ett kontrakt inom Svenska kyrkan i Luleå stift. Det upphörde 31 december 1961

## Administrativ historik
Kontraktet bildades 1906 
från Västerbottens tredje kontrakt med
- Jokkmokks församling
- Kvikkjokks församling som 1923 uppgick i Jokkmokks församling
- Gällivare församling

från Västerbottens fjärde kontrakt med
- Jukkasjärvi församling
- Karesuando församling

1913 bildades
- Vittangi församling

31 december 1961 upphörde detta kontrakt då Jokkmokks församling övergick till Jokkmokks kontrakt och övriga övergick till Jukkasjärvi kontrakt 

## Kontraktsprostar
| Ämbetstid | Namn               | Levnadstid | Övrigt                               |
| --------- | ------------------ | ---------- | ------------------------------------ |
| 1906–1910 | Isak Johansson     | 1853–1911  | Kyrkoherde i Jukkasjärvi församling. |
| 1909–1921 | Erik Leonard Bore  | 1863–1921  | Kyrkoherde i Gällivare församling.   |
| 1921-1930 | David Ahlfort      | 1859-1930  | Kyrkoherde i Jokkmokks församling.   |
| 1931–1940 | Johannes Eklund    | 1890–1954  | Kyrkoherde i Jukkasjärvi församling. |
| 1949–1950 | Erik Otto Lindgren | 1884–      | Kyrkoherde i Jokkmokks församling.   |
| 1952–1955 | Gottfrid Nordlund  | 1905–1991  | Kyrkoherde i Gällivare församling.   |